# Обычев
Обы́чев (укр. Обичів) — село в Прилукском районе Черниговской области Украины. Население — 600 человек. Занимает площадь 2,426 км².
Код КОАТУУ: 7424186101. Почтовый индекс: 17520. Телефонный код: +380 4637.

## География
Расстояние до районного центра: Прилуки : (21 км.). Расстояние до областного центра: Чернигов ( 105 км. ). Расстояние до столицы: Киев ( 123 км. ). Ближайшие населенные пункты: Заудайка 3 км, Великая Девица и Радьковка 4 км.

## Власть
Орган местного самоуправления — Обыческий сельский совет. Почтовый адрес: 17520, Черниговская обл., Прилукский р-н, с. Обычев, ул. Независимости, 35а.